# Straußblütiger Sauerampfer
Der Straußblütige Sauerampfer (Rumex thyrsiflorus Fingerh.; Syn.: Rumex acetosa subsp. thyrsiflorus), auch als Rispen-Sauerampfer bezeichnet, ist ein in Mitteleuropa nur stellenweise verbreitet vorkommender Angehöriger der Familie der Knöterichgewächse (Polygonaceae).

## Beschreibung

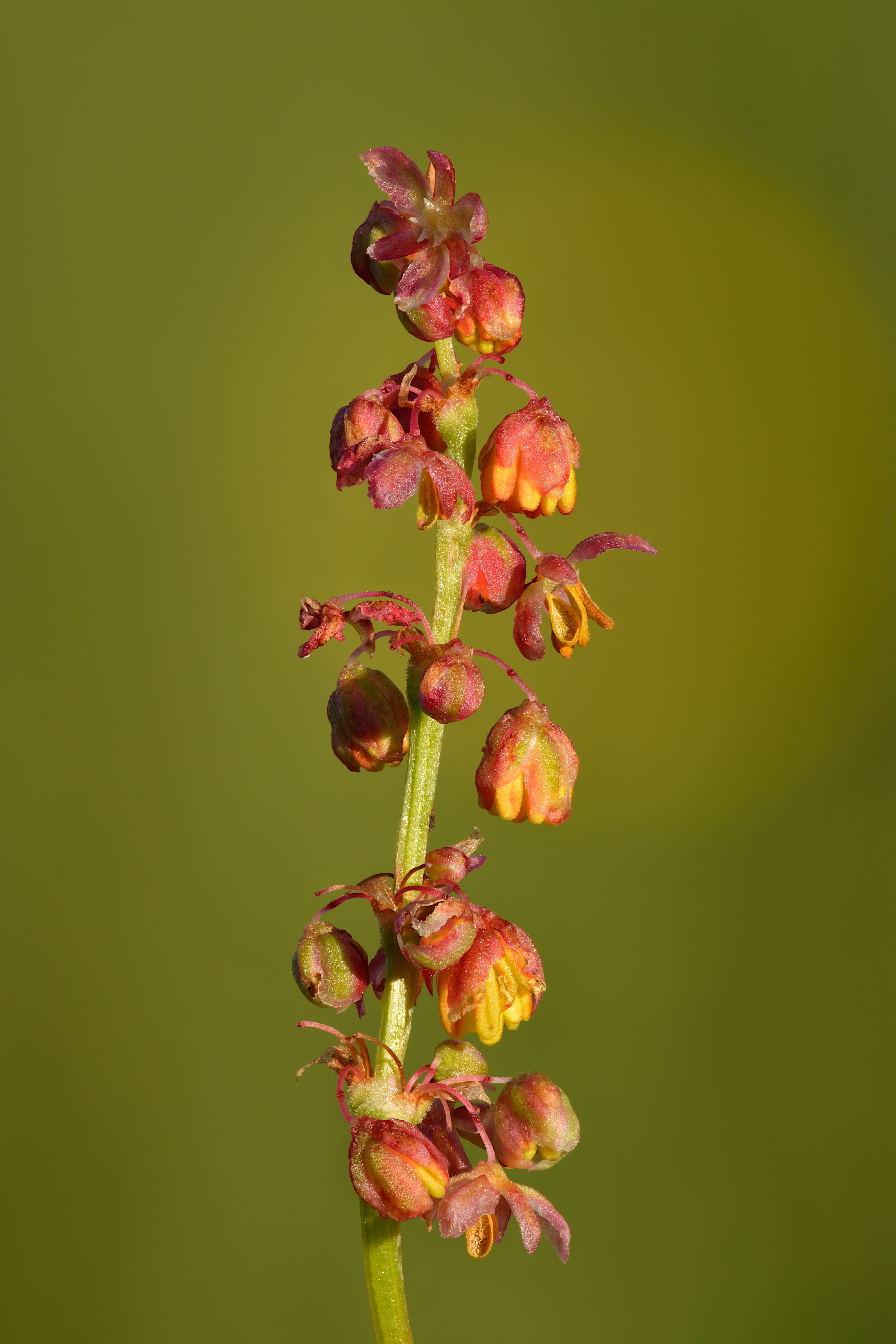
Männliche Blüte

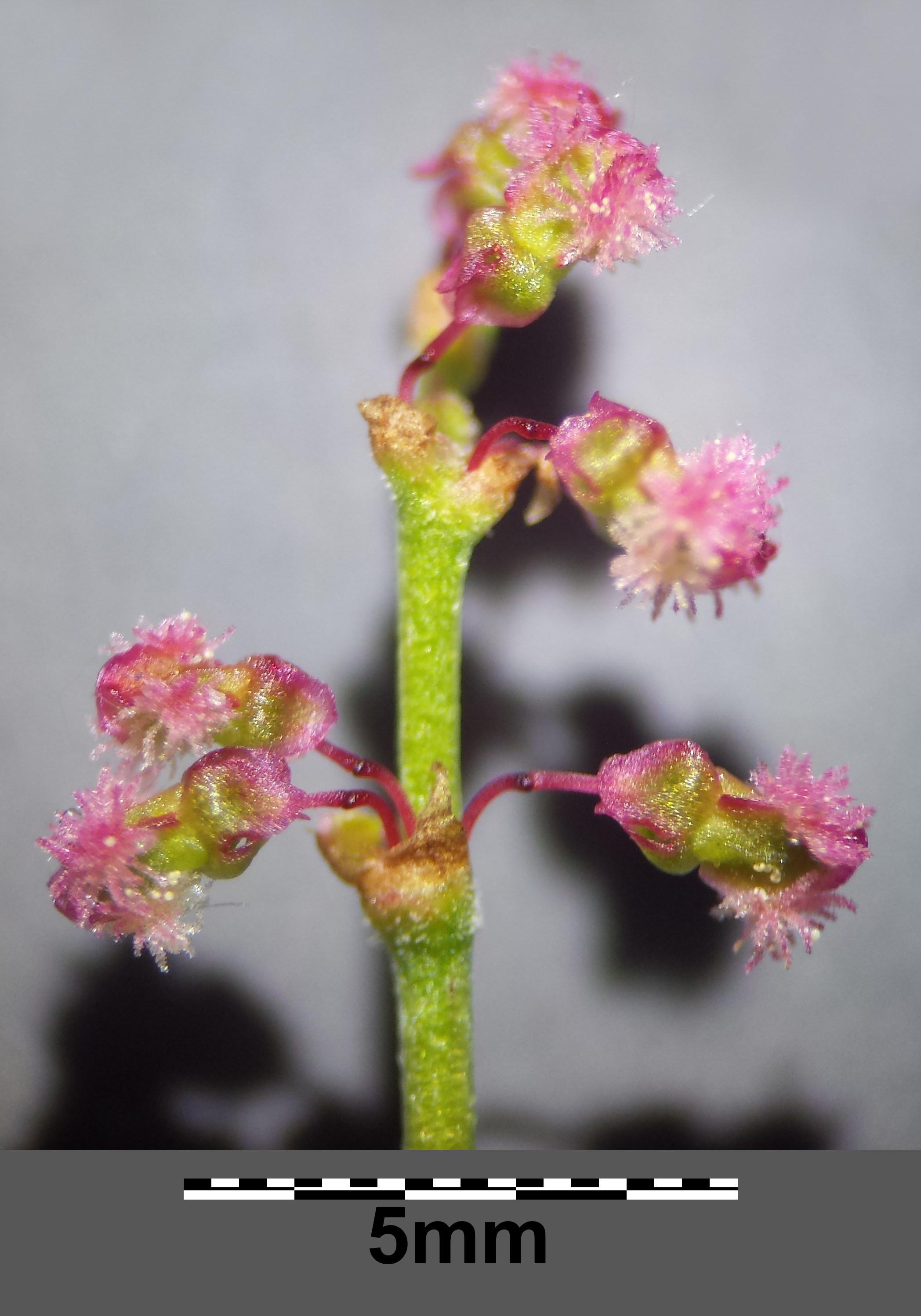
Blütenstand

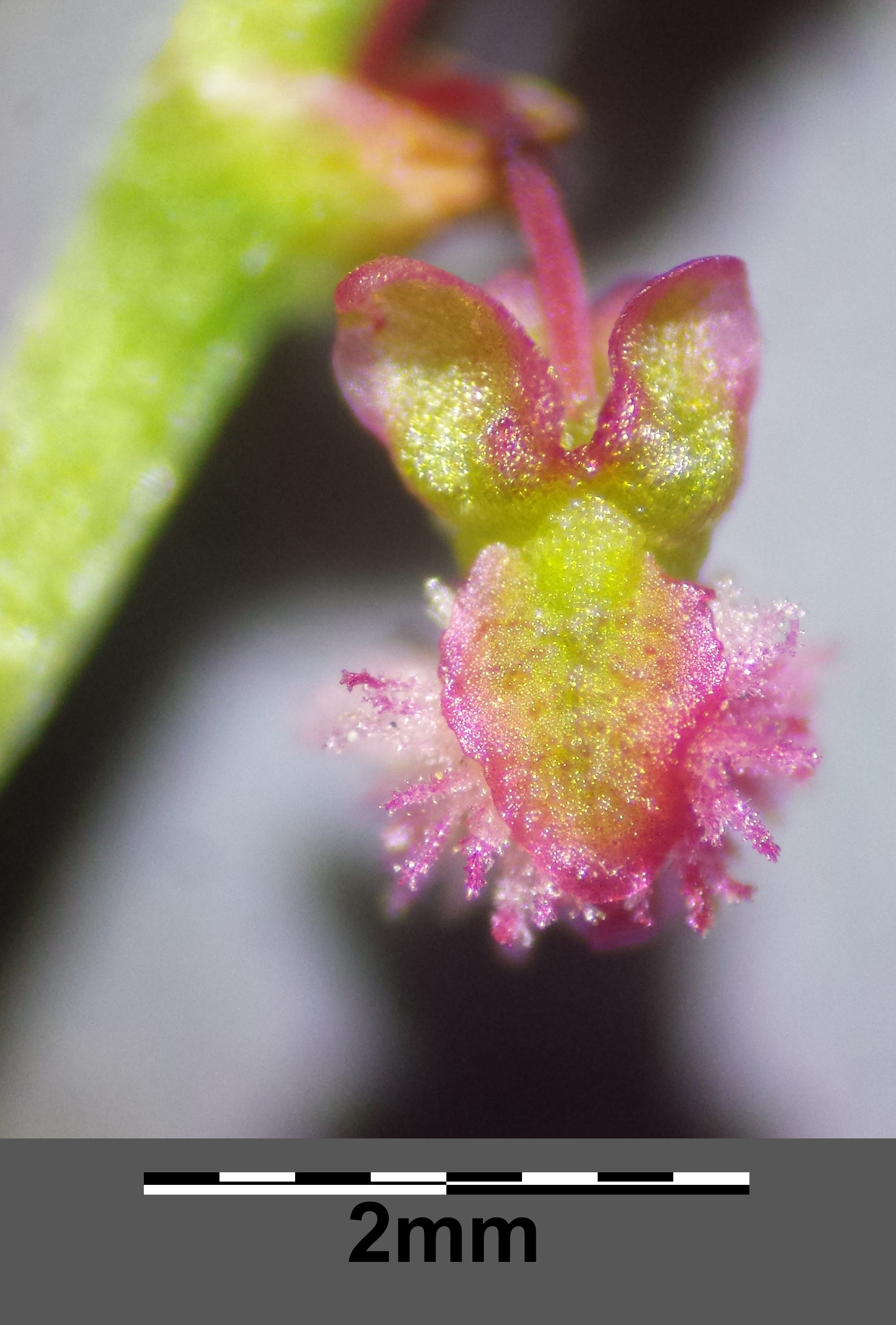
Blüte

Der Straußblütige Sauerampfer ist eine mehrjährige, krautige Pflanze, die Wuchshöhen von bis zu 120 cm erreicht. Sie ist zweihäusig getrenntgeschlechtig (diözisch).
Die sehr unterschiedlich gestalteten Laubblätter sind meist linealisch bis schmal lanzettlich geformt und besitzen einen pfeil- bis spießförmigen Blattgrund. Manchmal sind die einzelnen Spießecken auch gespalten. Die Laubblätter sind etwa vier- bis 14 mal so lang wie breit. Die Grundblätter sind lang gestielt, während die oberen Stängelblätter stängelumfassend sind. Die transparenten Scheiden (Ochrea) der Nebenblätter sind zerschlitzt.
Die reich verzweigten Äste des Blütenstandes bilden im Fruchtzustand dichte Rispen.
Die inneren, häutigen Zipfel der Blütenhülle (Valven) sind nierenförmig bis rundlich geformt, etwa 2,5 bis 3,5 mm lang und oft breiter als lang. Sie besitzen zumindest eine kleine, abgeflachte, zurückgebogene Schwiele. Die dunkelbraunen Nüsse erreichen Größen von etwa 1,8 bis 2,2 mm.
Der Straußblütige Sauerampfer blüht vorwiegend in den Monaten Juli und August.
Die Chromosomenzahl beträgt 2n = 14 bei weiblichen, 2n = 15 bei männlichen Exemplaren.

## Vorkommen
Rumex thyrsiflorus kommt von Skandinavien über das östliche Mitteleuropa und die Balkanhalbinsel bis nach Sibirien und China vor. In Mitteleuropa erreicht die Art ihre Westgrenze, zeigt jedoch entlang der großen Verkehrswege eine deutliche Ausbreitungstendenz.
In Deutschland kommt der Straußblütige Sauerampfer in Ostdeutschland verbreitet vor. Darüber hinaus ist er vor allem entlang der großen Flüsse (Stromtalpflanze), sowie entlang von großen Straßenzügen und Bahnanlagen verbreitet.
In Österreich und der Schweiz findet man die Art ebenfalls als Neophyten vorwiegend zerstreut bis ziemlich häufig entlang der großen Verkehrswege vor.
Rumex thyrsiflorus wächst an Wegrändern, Bahndämmen und anderen Ruderalstellen. Er bevorzugt mehr oder weniger trockene, oft steinige oder sandige Böden. Er gedeiht in Gesellschaften der Verbände Dauco-Melilotion, Arrhenatherion, Mesobromion und auch in anderen Gesellschaften der Klasse Agropyretea.